# 約翰·菲利普斯
約翰·埃德蒙·安德魯·菲利普斯（英語：John Edmund Andrew Phillips，1935年8月30日 - 2001年3月18日）是一位美國歌手、結他手、詞曲作者和發起人。他是聲樂組媽媽與爸爸合唱團的領導者，並且仍然經常被稱為“爸爸約翰菲利普斯”。除了寫了樂隊的大部分樂曲外，他還在1967年為前Journeymen樂隊成員Scott McKenzie寫了《舊金山（一定要在頭髮上戴花）》，以及經常被提及的《Me and My Uncle》，這是Grateful Dead曲目中的最愛。菲利普斯是1967年蒙特雷流行音樂節的主要組織者之一。

## 早年生活
菲利普斯於1935年8月30日出生於南卡羅來納州帕里斯島。他的父親克勞德·安德魯·菲利普斯是一名退休的美國海軍陸戰隊軍官。 第一次世界大戰結束後，在從法國回家的路上，克勞德·菲利普斯在一場撲克遊戲中從另一位海軍陸戰隊員那裡贏得了位於俄克拉荷馬州的一家小酒館。 他的母親埃德娜·格特魯德（原名蓋恩斯），擁有英國血統，在俄克拉荷馬州遇到了他的父親。根據菲利普斯的自傳《約翰爸爸》，他的父親酗酒，身體不好。根據《名利場》中的一篇未經其他來源證實的文章，他的生父可能是猶太人。
菲利普斯在弗吉尼亞州的亞歷山大市長大，在那裡他受到馬龍·白蘭度的啟發，成為“街頭強硬”。1942年至1946年，他就讀於弗吉尼亞州布里斯託的林頓霍爾軍事學校。根據他的自傳，他“討厭這個地方”，引用了“檢查”和“毆打”，並回憶起“修女們過去常常看著我們洗澡”。他組建了一個由十幾歲男孩組成的音樂團體，他們唱doo-wop歌曲。 他在喬治華盛頓高中打籃球，現在弗吉尼亞州亞歷山大市的喬治華盛頓中學，他於1953年畢業，並獲得了美國海軍學院的任命 。然而，他在他的第一個（平民）年就辭職了。菲利普斯隨後就讀於漢普頓悉尼學院，這是一所位於弗吉尼亞州漢普頓的男子文理學院，於1959年退學。

## 事業

### 早年
菲利普斯渴望在音樂界取得成功，並於1960年代初前往紐約獲得唱片合約。他的第一支團體The Journeymen是一個當代民謠音樂三重奏團體，由史考特·麥肯齊和迪克·魏斯曼組成。 他們相當成功，發行了三張專輯，並多次出現在1960年代的電視節目《Hootenanny》中。所有三張專輯以及名為“Best of the Journeymen”的合輯均已重新發行CD。他在格林威治村發展了自己的手藝，在美國民間音樂復興期間，並在那裡遇到了未來的媽媽和爸爸的成員丹尼·多爾蒂和卡斯·埃利奧特。團體歌曲《Creeque Alley》的歌詞描述了這一時期。

### 媽媽與爸爸合唱團
菲利普斯是媽媽與爸爸合唱團的主要詞曲作者和音樂編曲人。在1968年的一次採訪中，菲利普斯將他的一些編曲描述為“向相反方向移動的精心安排的兩部分和聲”。簽約登喜路唱片後，他們有幾首《告示牌》十大熱門歌曲，包括《California Dreamin'》、《星期一，星期一》、《我又看見她了》、《克里克小巷》和《12:30 ( 年輕的女孩們來到峽谷）》。
菲利普斯幫助推動了1967年6月16日至18日在加利福尼亞州蒙特雷舉行的蒙特雷國際流行音樂節；作為活動的一部分，他還與媽媽和爸爸一起表演。該音樂節計劃在短短七週內完成，旨在驗證搖滾音樂作為爵士樂和民謠被視為一種藝術形式的一種方式。這是歷史上第一次重大的流行搖滾音樂盛會。他還與該集團的製片人盧·阿德勒共同製作了電影《蒙特利流行音樂》（1968年）。
約翰和蜜雪兒·菲利普斯成為荷李活名人，住在荷李活山，與傑克·尼科爾森、沃倫·比蒂和羅曼·波蘭斯基等明星交往。媽媽與爸爸合唱團於1968年解散，主要是因為卡斯·埃利奧特想要一個人去，以及因為約翰、他的妻子蜜雪兒和丹尼·達赫蒂之間的個人問題，包括蜜雪兒與達赫蒂的戀情。正如米歇爾菲利普斯後來回憶的那樣，“卡斯對我說‘我不明白。你可以擁有任何你想要的男人。你為什麼要帶走我的（多爾蒂）？’”蜜雪兒在1966年因與傑納·克拉克和丹尼·達赫蒂。她被吉爾·吉布森，他們的製片人盧阿德勒的女朋友取代了兩個月。雖然蜜雪兒·菲利普斯被原諒並要求重返組合，但個人問題一直持續到組合分裂。卡斯·埃利奧特的獨唱事業一直很成功，直到1974年去世。

## 晚年及逝世
菲利普斯於1970年發行了他的第一張個人專輯《約翰，洛杉磯的狼王》。這張專輯在商業上並不成功，儘管它確實包括了小熱門《密西西比》，隨著他對麻醉的使用增加，菲利普斯開始退出聚光燈下。
他再次與阿德勒合作製作了羅伯特·奧特曼1970年的電影《布魯斯特·麥克勞德》，並為這部電影寫了歌曲。
菲利普斯製作了他的第三任妻子詹妮薇芙·韋特的專輯《浪漫正在興起》，並為電影創作音樂。1969年至1974年間，菲利普斯和韋特為太空主題音樂劇《Man on the Moon》編寫劇本並創作了30多首歌曲，最終由安迪·沃霍爾但在開幕之夜收到了災難性的評論後，他在紐約只玩了兩天。
菲利普斯於1973年搬到倫敦，在那裡米克·賈格爾鼓勵他錄製另一張個人專輯。它將在Rolling Stones Records上發行，並由RSR發行商大西洋唱片資助。賈格爾和基思·理查茲製作並在專輯中演奏，以及前滾石樂隊成員米克·賈格爾和未來滾石樂隊成員羅尼·伍德。該項目因菲利普斯越來越多地使用可卡因和海洛因而脫軌，他自己承認，“兩年內幾乎每十五分鐘注射一次”。2001 年，《Half Stoned》或《The Lost Album》專輯的曲目在菲利普斯去世幾個月後以“Pay Pack & Follow”的形式發行。1975年，仍居住在倫敦的菲利普斯受委託為尼古拉斯·羅格電影《墜入地球的人》創作配樂，主演大衛·鮑伊。菲利普斯請米克泰勒幫忙；這部電影於1976年上映。
1981年，菲利普斯因毒品走私被判有罪。隨後，他和女兒麥肯齊在媒體上進行了反毒運動，幫助將他的監獄時間減少到只有一個月的監禁，其中他在賓夕法尼亞州的艾倫伍德監獄營度過了三個星期（因為表現良好而休假一周）。獲釋後，他與麥肯齊·菲利普斯、Spanky McFarlane（來自Spanky and Our Gang）和丹尼·達赫蒂重組媽媽與爸爸合唱團。在他的餘生中，菲利普斯與這個團體的各種化身一起巡迴演出。
他最暢銷的自傳《爸爸約翰》於1986年出版。
他連同泰瑞·梅爾乍爾、邁克·洛夫和前Journeyman同事史考特·麥肯齊共同創作了Beach Boys的第一首單曲，《科科莫》。這首歌被用於1988年的電影《雞尾酒》，並獲得了格萊美獎（專門為電影或電視創作的最佳歌曲）和 金球獎 最佳歌曲。
他多年的毒癮導致健康問題，需要在1992年進行肝移植。幾個月後，他在加利福尼亞州棕櫚泉的一家酒吧喝酒的照片發表在《國家詢問者》。1994年3月14日，在移植手術後首次亮相Howard Stern Show時，當被問及他是否還喝酒時，他說：“偶爾我會喝一杯”。
菲利普斯與他的第四任妻子法爾納茲·阿拉斯泰在加利福尼亞州棕櫚泉度過了他最後幾年的人生。2001年3月18日，他在洛杉磯心力衰竭去世，享年65歲。他被埋葬在棕櫚泉附近的大教堂城的森林草坪公墓。